# Chaetodexia nigrescens
Chaetodexia nigrescens är en tvåvingeart som beskrevs av Louis-Paul Mesnil 1976. Chaetodexia nigrescens ingår i släktet Chaetodexia och familjen parasitflugor.
Artens utbredningsområde är Madagaskar. Inga underarter finns listade i Catalogue of Life.